# Zomba, Malawi
Zomba este un oraș în Malawi.